# Japanische Höflichkeitssprache
Ein zentrales Element der japanischen Sprache ist das Keigo (jap. 敬語), die Höflichkeitssprache. Das moderne Deutsch kennt den formalen Unterschied zwischen den Ebenen „Du“ und „Sie“. Im Japanischen ist dieses System komplexer. Der Hauptgedanke ist, dem Gesprächspartner und eventuell Dritten gegenüber Respekt zu zeigen, während man auf sich selbst bezogen Bescheidenheit übt. Die Sprache ist dabei sehr nuancenreich, mit fließenden Übergängen zwischen den einzelnen Höflichkeitsebenen. 
Die Höflichkeit bewegt sich auf zwei Schienen. Die erste ist die Uchi-Soto-Beziehung, etwa Innen-außen-Beziehung. Die Bescheidenheit bezieht sich nicht nur auf den Sprecher selbst, sondern auch auf das, was zum Umkreis des Sprechers gehört, die eigene Familie, die Abteilung in der Firma oder die gesamte Firma gegenüber einem Kunden. Einem Außenstehenden gegenüber wird Respekt bezeugt.
Innerhalb des Uchi-Kreises gibt es dagegen eine Hierarchie, etwa die berufliche Stellung, das Alter oder die Generationen einer Familie. Hier wird die Höflichkeitssprache verwendet, um einem Höherstehenden gegenüber Respekt zu zeigen.
Ein ähnlich umfangreiches System der Höflichkeitssprache besitzen auch die altaischen Sprachen, Sanskrit (Indische Sprachen), die javanische Sprache (Austronesisch), die koreanische Sprache sowie (heute nur mehr teilweise) die chinesischen Sprachen.
Verwendung findet Keigo nach wie vor bei formellen Anlässen, in der Politik und im Geschäftsleben; beim Gespräch mit Kunden wird von Angestellten der Gebrauch von Keigo erwartet. Dabei handelt es sich im heutigen Alltag hauptsächlich um ein Repertoire fester Formulierungen – eine fehlerlose Beherrschung des Keigo im freien Gespräch können nur wenige Japaner für sich beanspruchen.

## Die Formen der Höflichkeitssprache
Der allgemeine japanische Ausdruck für die Sprachebenen von höflich über ehrerbietig und bescheiden bis vulgär ist taigūhyōgen (待遇表現). Ein Teil davon ist der Bereich der Höflichkeitssprache, das sogenannte Keigo (敬語), wörtlich „respektvolle Sprache“. Die Formen werden in drei große Kategorien eingeteilt: teineigo (丁寧語), die neutral höfliche Sprache vergleichbar mit dem deutschen „Sie“, sonkeigo (尊敬語), die respektvolle Sprache, kensongo (謙遜語) bzw. kenjōgo (謙譲語), die bescheidene Sprache. Jede dieser Ebenen hat ihre Synonyme für bestimmte Ausdrücke, eigene Floskeln, eigene Anredesuffixe, eigene Personalpronomen und vor allem eigene Regeln der Konjugation.
Sonkeigo und Kenjōgo sind dabei ein Gegensatzpaar, das sich ergänzt: Bezieht sich die Aussage auf den Gesprächspartner oder einen Dritten, wird Sonkeigo verwendet. Bezieht sich die Aussage auf den Sprecher selbst bzw. seinen uchi-Bereich, wird stattdessen Kenjōgo eingesetzt. Je förmlicher die Situation und je größer der Unterschied in der Hierarchie, umso stärker wird sowohl Sonkeigo als auch Kenjōgo eingesetzt.

### Teineigo
Die Teineigo-Form wird unter Erwachsenen immer dann verwendet, wenn weder eine besondere Vertrautheit noch eine hierarchische Beziehung zum Gegenüber besteht, also zum Beispiel im Gespräch mit Bekannten, als Kunde im Geschäft oder wenn man nach dem Weg fragt. Auch Fernsehmoderatoren verwenden diese Höflichkeitsebene. Sprachkurse lehren die Teineigo-Formen oft zuerst, noch vor den Grundformen der Verben.
Grammatisch sind die Teineigo-Formen vor allem durch die Verwendung von desu und masu charakterisiert. Innerhalb des Teineigo gibt es neben desu und masu noch zwei gehobenere Stilebenen, den de arimasu- und den de gozaimasu-Stil. Die Verwendung dieser Formen ist vor allem eine Frage der Bildung und der Förmlichkeit.
Die Höflichkeitspräfixe „o“ und „go“ werden nur bei einigen feststehenden Begriffen (ocha – Tee; obento – Lunchbox) und in Redewendungen verwendet. Von einigen Nomen existieren Teineigo-Formen. Dies sind zum Beispiel otoko, „Mann“, und onna, „Frau“. In der neutralen Höflichkeitsstufe wird hier stattdessen dansei und josei oder otoko no hito und onna no hito verwendet.

### Sonkeigo (respektvolle Sprache)
Die Sonkeigo wird verwendet, um Respekt gegenüber dem Gesprächspartner oder Dritten auszudrücken. In einem entsprechend förmlichen oder professionellen Umfeld ist Sonkeigo immer angebracht. Zum einen wird sie verwendet, um Hierarchieunterschiede auszudrücken, wenn Vorgesetzte, Professoren und andere hochrangige Personen angesprochen werden. Zum anderen wird Sonkeigo verwendet, wenn eine soto-Beziehung zwischen den Gesprächspartnern besteht, etwa zwischen zwei Angestellten unterschiedlicher Firmen, die geschäftlich miteinander agieren. Angestellte in Firmen und Geschäften werden explizit darauf geschult, korrekte Höflichkeitsformen ihren Kunden gegenüber zu verwenden. 
Auf der Sonkeigo-Ebene kann nahezu jedes Satzglied durch Höflichkeitsformen ergänzt oder ersetzt werden. Durch die Menge der Ersetzungen lässt sich die Stärke der Höflichkeit „regulieren“ bis hin zu übertriebener Süßholzraspelei.
- Personalpronomen werden in der höflichen Sprache nicht mehr eingesetzt, stattdessen werden Personen mit Namen, Titel oder beidem adressiert. Das Suffix -sama statt -san wird jedoch nur in festen Wendungen wie okyaku-sama („Kunde“) oder gegenüber wirklichen Respektspersonen wie Nobelpreisträgern verwendet.

- Dinge, die in Relation zum Gesprächspartner stehen, werden mit dem Höflichkeitspräfix o- oder go- versehen. Für einige Gegenstände und Begriffe gibt es feststehende höfliche Synonyme (s. Tabelle). Auch Adjektive können mit dem Präfix versehen werden, in einigen feststehenden Redewendungen ist es immer vorhanden, wie o-genki desu ka? („Wie geht es ihnen?“).

Die größte Veränderung erfahren die Verben. Dabei gibt es mehrere Möglichkeiten und Abstufungen:
- Verben in der Kun-Lesung werden durch On-Lesung sinojapanischer Suru-Verben mit ähnlicher Bedeutung ersetzt. Diese gelten als stilistisch gehobener.

- Es gibt eine Reihe von häufig gebrauchten Verben, die feste Entsprechungen in der Sonkeigo haben. Dies sind Paare wie suru → nasaru und hanasu → ossharu. In einigen Fällen werden mehrere Verben durch das gleiche Sonkeigo-Verb ersetzt, etwa iku, kuru und iru → irassharu. Eine detaillierte Liste liefert die Tabelle im Abschnitt Übersicht der Ersetzungen.

- Wo keine feste Ersetzung existiert, lässt sich eine Sonkeigo-Form mit dem Höflichkeitspräfix o-, der Ren’yōkei, der Partikel ni und dem Verb naru (werden) bilden. Bei Suru-Verben gibt es die alternative Form go- + Stamm + nasaru.

- Eine weitere Möglichkeit bietet die indirekte Formulierung über das Passiv. Aus „Haben Sie es gelesen?“ (yomimashita ka?) wird „Wurde es gelesen?“ (yomaremashita ka?)

| o + Ren’yōkei + ni naru | benachrichtigen | 伝える tsutaeru         | お伝えになる o-tsutae ni naru      |
| o + Ren’yōkei + ni naru | Spaß haben      | 楽しむ tanoshimu        | お楽しみになる o-tanoshimi ni naru |
| go + Ren’yōkei + nasaru | abreisen        | 出発する shuppatsu suru | 御出発なさる go-shuppatsu nasaru   |
| Passiv                  | lesen           | 読む yomu               | 読まれる yomareru                  |

### Kenjōgo (bescheidene Sprache)
Kenjōgo als Gegenstück zu Sonkeigo wird verwendet, um Sachverhalte auszudrücken, die sich auf den Sprecher selbst beziehen. Dabei gilt der gesamte Uchi-Bereich des Sprechers als ihm zugehörig. Ein Sprecher, der gegenüber seinem Nachbarn über den eigenen Sohn spricht, verwendet die Kenjōgo-Form. Ein Firmenangestellter verwendet die Kenjōgo-Formen, wenn er gegenüber einem Kunden über seine eigene Firma spricht, auch wenn es die eigentlich höhergestellten eigenen Vorgesetzten betrifft. Die Uchi-Soto-Beziehung hat hier Vorrang vor der Hierarchie.
Wie das Sonkeigo wird auch das Kenjōgo vor allem durch den Austausch von Verben und besondere Konjugationsformen markiert. Es gibt ebenfalls eine Reihe von festgelegten Ersetzungen wie suru → itasu, iu → mōsu. Auch hier haben sich diese Formen in bestimmten Redewendungen verfestigt, wie dō itashimashite („gern geschehen“) und itadakimasu (Dankesformel, bevor man zu essen beginnt).
Ähnlich wie im Sonkeigo kann durch -o + Ren’yōkei + suru die Kenjōgo-Form eines Verbs gebildet werden, wenn keine feste Ersetzung existiert. Ein häufiger Ausdruck ist, abgeleitet von motsu („tragen“), o-mochi shimasu („Darf ich Ihnen das abnehmen?“). O-matase shimashita („Ich habe Sie warten lassen“) ist abgeleitet von matsu („warten“), wobei der Kausativ mataseru verwendet wird.
Anredesuffixe sind Respektsbezeugungen, daher werden sie grundsätzlich fallen gelassen, wenn der Sprecher sich auf sich selbst oder den uchi-Bereich bezieht, das gilt natürlich auch für Kenjōgo. Wenn es notwendig ist, die hierarchische Position einer Person klarzustellen, kann das mit der Attributpartikel no geschehen.
Kenjōgo (Mitarbeiter stellt seinen eigenen Chef firmenexternen Leuten vor)
この者は社長の田中です。
kono mono wa shachō no Tanaka desu.
Zum Vergleich: Sonkeigo (Mitarbeiter stellt den Chef einer anderen Firma seinen eigenen Leuten vor)
この方は矢吹社長でございます。
Kono kata wa Yabuki-shachō de gozaimasu.
Wie auf der Ebene des Respekts gibt es auch in der Bescheidenheit eigenes Vokabular. Das Wort hito (人; Person) wird zu mono (者). Viele Kenjōgo-Synonyme drücken Bescheidenheit aus, indem sie neutrale Ausdrücke durch Worte mit negativen Konnotationen ersetzen. So wird tazuneru (訪ねる), „besuchen“, zu o-jama suru (お邪魔する), „belästigen“, etwa in der Floskel o-jama shimasu, die verwendet wird, wenn man als Gast ein Haus betritt. Die deutsche Entsprechung ist „Vielen Dank für die Gastfreundschaft“, wörtlich bedeutet es „Ich belästige Sie“. Werden solche Floskeln zu wörtlich übersetzt, klingt es übertrieben oder unpassend ironisch. 

### Übersicht der Ersetzungen
Alle Verben in der Tabelle sind in der Grundform (Shūshikei) gelistet. In der Höflichkeitssprache werden sie in der Masu-Form eingesetzt. Eine leere Tabellenzelle bedeutet, dass es für die entsprechende Form des Verbs keine gesonderte Ersetzung gibt.
| Bedeutung          | Grundform                           | Sonkeigo                                                   | Kenjōgo                                           | Teineigo       |
| ------------------ | ----------------------------------- | ---------------------------------------------------------- | ------------------------------------------------- | -------------- |
| Verben             |                                     |                                                            |                                                   |                |
| sehen lesen        | 見る miru 読む yomu                 | 御覧になる goran ni naru                                   | 拝見する haiken suru                              |                |
| hören fragen       | 聞く kiku                           |                                                            | 伺う ukagau 承る uketamawaru 拝聴する haichō suru |                |
| treffen            | 会う au                             |                                                            | お目にかかる o-me ni kakaru お会いする o-ai suru  |                |
| sein / haben       | ある aru                            | おありである o ari de aru                                  |                                                   | ござる gozaru  |
| einverstanden sein | 分かる wakaru                       |                                                            | 畏まる kashikomaru 承知する shōchi suru           |                |
| kommen gehen       | 来る kuru 行く iku                  | いらっしゃる irassharu おいでになる oide ni naru           | 参る mairu                                        | 参る mairu     |
| sein               | いる iru                            | いらっしゃる irassharu                                     |                                                   | おる oru       |
| wissen             | 知る shiru                          | ご存知である go-zonji de aru ご存知になる go-zonji ni naru | 存じ上げる zonji ageru 承知する shōchi suru       | 存じる zonjiru |
| essen trinken      | 食べる taberu 飲む nomu             | 召しあがる meshi-agaru                                     | 頂く itadaku 頂戴する chōdai suru                 |                |
| bekommen           | もらう morau                        |                                                            | 頂く itadaku                                      |                |
| geben              | あげる ageru くれるkureru           | くださる kudasaru                                          | さしあげる sashiageru                             |                |
| tun                | する suru                           | なさる nasaru                                              | 致す itasu                                        | 致す itasu     |
| sprechen           | 言う iu                             | おっしゃる ossharu                                         | 申す mōsu 申し上げる mōshiageru                   | 申す mōsu      |
| besuchen           | 訪ねる tazuneru                     | 参観する sankan suru おいでになる oide ni naru             | お邪魔する o-jama suru 伺う ukagau                |                |
| sterben            | お亡くなりになる o-nakunari ni naru |                                                            | なくなる nakunaru                                 |                |
| Nomen              |                                     |                                                            |                                                   |                |
| Person             | 人 hito                             | 方 kata                                                    | 者 mono                                           |                |
| Firma              | 会社 kaisha                         | 御社 onsha                                                 | 弊社 heisha                                       |                |
| Ehefrau            | 女房 nyōbō                          | 奥さま oku-sama                                            | 妻 tsuma                                          |                |

## Schriftsprache
In der Schriftsprache wird Keigo in jeder Form der schriftlichen Korrespondenz verwendet. Ähnlich dem deutschen „Sehr geehrter“ und „mit freundlichen Grüßen“ existieren auch im japanischen eine ganze Reihe von Keigo-Ausdrücken, die als Standardfloskeln in Briefen dienen. Wie in der Konversation gilt auch in Briefen, dass dem Adressaten gegenüber Sonkeigo verwendet wird, während auf den Verfasser bezogene Aussagen in Kenjōgo gehalten sind. 
Zeitungstexte und Sachliteratur verwenden dagegen keine Höflichkeitsfloskeln. Hier kommt der neutral gehaltene de-aru-Stil zum Einsatz.

## Kritik
Die dargestellte Dreiteilung wurde vom Linguisten und Grammatikforscher Tokieda Motoki (時枝誠記) kritisiert. Die Unterteilung zwischen sonkeigo und kenjōgo aufgrund Ehrerbietung und Unterwürfigkeit sei überflüssig. Es handle sich bei diesen Mitteln darum, wie der Sprecher hoch und niedrig (beim Stoff) betrachte. Stattdessen ließen sich die honorativen Sprachmittel in die beiden Kategorien 1) Shi (selbständige Wörter, also jiritsugo) für Objekthaftes und 2) ji (abhängige Wörter, fuzokugo) für Subjekthaftes, einteilen. Dabei ist die Shi-Kategorie zum einen in die Bestimmung des Verhältnisses zwischen Stoff und Stoff und zum anderen der Bestimmung zwischen dem Sprecher und dem Stoff zu unterteilen. In die Ji-Kategorie fallen die situationsbezogenen Honorifica (keiji), deren subjekthafte Begriffe die den vom Sprecher dem Adressaten unmittelbar entgegengebrachten Respekt zeigen, also das Verhältnis zwischen beiden zeigen.